# Officine Fiore
La société Officine Fiore est un constructeur ferroviaire italien, spécialiste dans le domaine ferroviaire et tramviaire. Créée à Ercolano, petite ville de la province de Caserte en 1920, la société a été intégrée au groupe Firema Trasporti Spa en 1993.

## Histoire
Le nom « Fiore » provient du nom de son fondateur qui était un industriel spécialisé dans le bois et qui créa son entreprise à Ercolano une ville de la province de Naples, en 1920.
Dès le lendemain de la Seconde Guerre mondiale, en 1946, l'entreprise change radicalement et convertit ses ateliers avec un nouvel outillage pour la réparation du matériel roulant ferroviaire. En 1958, elle commence la construction de wagons de chemin de fer.
La société se développe et construit à Caserte, en 1963, une seconde unité de fabrication des "Officine Fiore", pour la construction de matériel filo tramviaires. Un département spécial, équipé de salles de test pour les moteurs à combustion, a été réservé à la maintenance et la réparation des engins militaires à roues et à chenilles.
Au cours de ses années d'activité de production, la société a réalisé pour le compte des chemins de fer italiens, les FS, des quantités considérables de matériel roulant en acier : voitures de voyageurs, wagons de tous types et des locomotives.
En 1979, la société a remporté un grand nombre d'appels d'offres transformés en commandes pour la fourniture de matériels roulants en alliage léger ce qui lui procura un nouveau développement et une nouvelle spécialité de production.
La dénomination sociale Officine Fiore SpA est intervenue en 1981.
En 1990, la société sera la première entreprise en Italie à se doter d'une voie électrifiée à 3,0 kV pour effectuer les tests à pleine puissance des matériels roulants. Plus tard, l'usine s'est ensuite dotée des mêmes équipements avec une alimentation en 25 kV et multi-tensions.
En 1992, toutes les activités de production d'Ercolano sont transférés dans l'unité de Caserte. En 1993, la société est incorporée dans Firema Trasporti SpA, comme d'autres sociétés. L'usine est associée avec celle de Officine Meccaniche Casertane, constituant le site de production actuel de Caserte qui est aujourd'hui la plus grande unité de production italienne dans le domaine de la construction ferroviaire. 